# Fonderie Bauer
Pour les articles homonymes, voir Bauer.

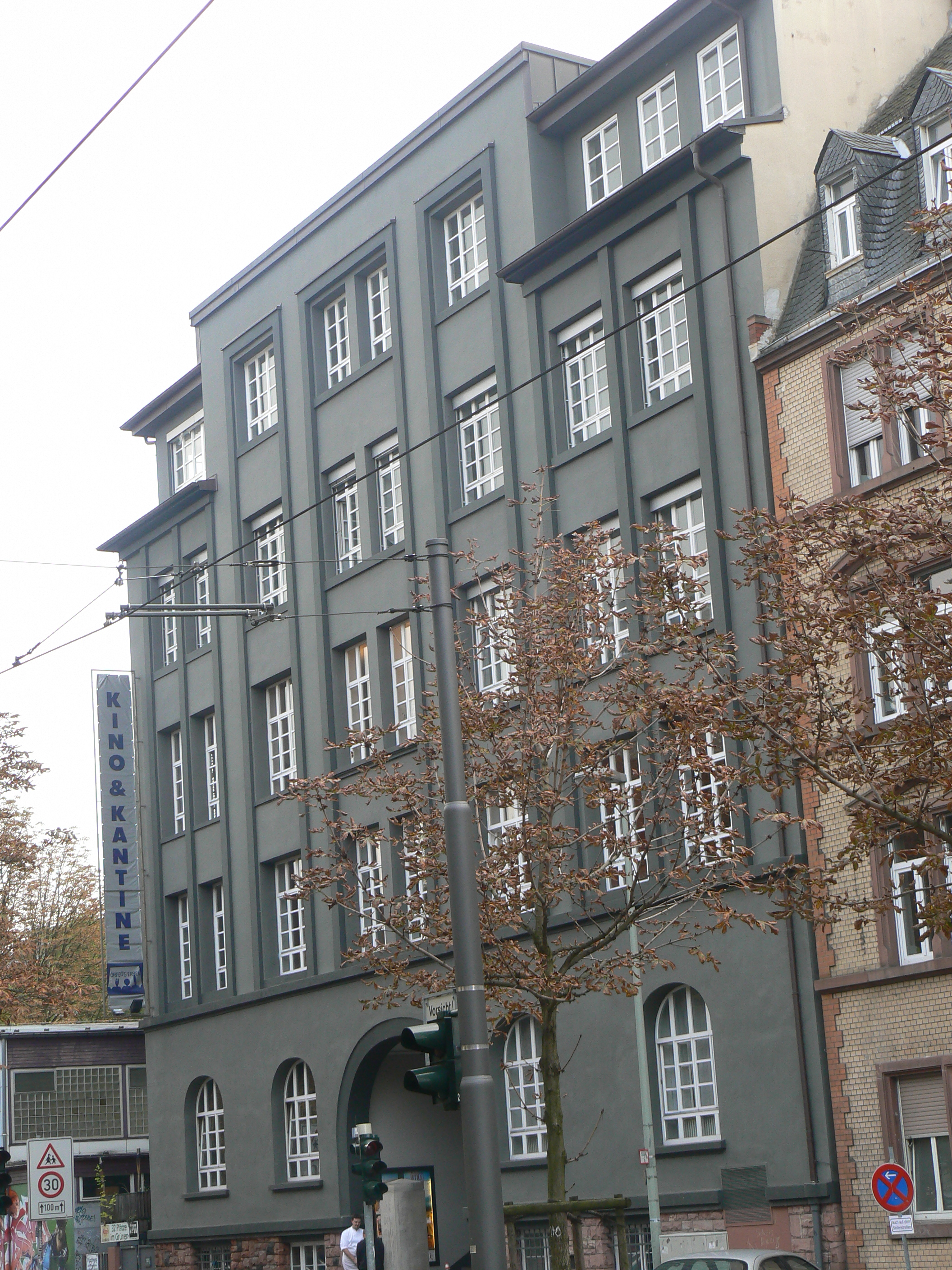
L'immeuble « historique » de la Bauersche Gießerei à Francfort, par Josef Rindsfüßer et Martin Kühn (1904).

La fonderie Bauer, en allemand Bauersche Gießerei, est une fonderie de caractères typographiques créée en 1837 à Francfort-sur-le-Main (Allemagne) par Johann Christian Bauer.

## Histoire
Johann Christian Bauer, graveur de poinçons, ouvre en 1833 une première fonderie de caractères. En 1835, il s'associe avec Johann Christian Daniel Nies, puis en 1837 il crée seul une nouvelle fonderie appelée Bauersche Gießerei. 
En 1839, Bauer déplace son entreprise en Angleterre, puis à Édimbourg, en Écosse. Il revient en 1847 dans la ville libre de Francfort. Grâce à la qualité de ses réalisations, l'entreprise se développe. Bauer grave toujours lui-même ses poinçons. En 1859, il fabrique une machine à fondre, la Schnell-Type-Gießmaschine. À sa mort, en 1867, ses fils Alexander et Konrad reprennent l’entreprise. La politique de la société, avec Bauer puis ses successeurs, est de miser sur une automatisation de la fonderie, alors que se développent, surtout à la fin du XIXe siècle, les composeuses telles la Linotype. 
L'entreprise est au bord de la faillite quand le nouveau propriétaire, Georg Hartmann (1898), réussit à donner un nouvel essor à la société. Des créateurs de caractères prestigieux collaborent : Lucian Bernhard (Bernhard Antiqua), Konrad Friedrich Bauer (de) — sans relation avec le fondateur —  et Walter Baum (de) (Folio, Impressum), Adrian Frutiger (Serifa), Heinrich Jost (Atrax, Beton, Bauer Bodini), Imre Reiner (de) (Corvinus), Paul Renner (Futura), Friedrich Hermann Ernst Schneidler (de) (Amalthea, Zentenar), Emil Rudolf Weiß (Weiß), Heinrich Wienyck (Belvedere).
Les activités de la Fonderie Bauer à Francfort cessent en 1972. Elles sont transférées à la filiale de Barcelone, la Fundición Tipográfica Neufville. Depuis 1995 c'est la Société Bauer Types, SL qui détient les droits des polices, distribuées par Monotype, Adobe, Paratype, URW++, Elsner & Flake, ainsi que par Neufville Digital pour les caractères Futura ND et Elizabeth ND.

## Polices
- Bauer Bodoni
- Bernhard Antiqua
- Clarendon
- Folio
- Futura
- Impressum
- Weiß Antiqua

Bernhard Modern (L. Bernhard)
Bauer Bodoni
Serifa (A. Frutiger)
Futura (P. Renner)